# Пименова, Кристина Руслановна
Кристи́на Русла́новна Пи́менова (род. 27 декабря 2005) — российская модель, актриса.

## Биография
Кристина Пименова родилась 27 декабря 2005 года в Москве. До одного года жила во Франции, затем переехала с родителями в Москву. Модельным бизнесом занимается с ноября 2009 года. Отец Руслан Пименов — бывший футболист, играл за московские «Локомотив» и «Динамо», а также за сборную России. Мать Гликерия Пименова — домохозяйка. Старшая сестра Наталья учится в Великобритании.
На 2012 год Кристина Пименова являлась одной из самых известных и востребованных в России детей-моделей. В модельный бизнес пришла после того, как её мать сделала фотосессию с ней и отправила фотографии в модельное агентство «President Kids». Сотрудничает с такими модными домами, как Prada, Burberry, Silvian Heach. Лицо компании Ferrero (бренд «Киндер») в России. В итоговом рейтинге поисковых запросов за 2011 год, представленном отделением Google на Украине, Пименова оказалась на 3-м месте в списке самых запрашиваемых персон.
В конце 2014 года ряд изданий сообщили о том, что Пименова признана самой красивой девочкой в мире. В СМИ распространена информация о том, что родителями и промоутерами искусственно поддерживается чрезмерно сексуальный образ, не соответствующий возрасту Пименовой. Матерью девочки-модели эта точка зрения отрицается.
В 10-летнем возрасте переехала в Калифорнию, США, где подписала контракт с модельным агентством LA Models.
В 2017 году сыграла роль в триллере «Русская невеста» (англ. The Russian Bride) режиссёра Майкла С. Охеды.

## Фильмография
| Название           | Год  | Роль           | Режиссёр           |
| ------------------ | ---- | -------------- | ------------------ |
| Creators: The Past | 2020 | Поющий ребёнок | Пьерджузеппе Дзайя |
| Русская невеста    | 2019 | Даша           | Майкл С. Охеда     |